# Leuengarten
Leuengarten ist ein Wohnplatz der Stadt Lenzen (Elbe) des Amtes Lenzen-Elbtalaue im Landkreis Prignitz in Brandenburg.

## Geographie
Der Ort liegt fünf Kilometer nordöstlich von Lenzen (Elbe) am Rudower See. Die Nachbarorte sind Klein Sterbitz im Norden, Nausdorf im Nordosten, Ferbitz im Südosten, Wustrow im Süden, Gandow und Lenzen (Elbe) im Südwesten, Rudow im Westen sowie Sterbitz im Nordwesten.